# فورست تايم
فورست تايم (First Time) هي أغنية الدي جي النرويجي كايغو و المغنية الإنجليزية إيلي غولدنغ أطلقت في 27 أبريل 2017 كثاني أغاني ألبوم كايغو "ستارغايزينغ (Stargazing).

## فيديو كليب
في 12 مايو 2017.  قام كل من كايغو وإيلي غولدينغ بالترويج للفيديو كليب من خلال الأنستاغرام وتويتر.
في 22 مايو 2017 تم إطلاق الفيديو كليب علي قناة اليوتيوب الخاصة بكايغو

## الترتيب
| الترتيب (2017–18)            | المركز |
| ---------------------------- | ------ |
| Australia (ARIA)             | 29     |
| Austria (أو3 النمسا توب 40)  | 23     |
| Belgium (أولتراتوب Flanders) | 1      |
| Belgium (أولتراتوب Wallonia) | 2      |
| Canada (كاناديان هوت 100)    | 26     |